# Odafin Tutuola
 (novembre 2024).
Si vous disposez d'ouvrages ou d'articles de référence ou si vous connaissez des sites web de qualité traitant du thème abordé ici, merci de compléter l'article en donnant les références utiles à sa vérifiabilité et en les liant à la section « Notes et références ».
Odafin "Fin" Tutuola est un personnage de fiction apparaissant dans la série télévisée New York, unité spéciale, interprété par le rappeur et acteur Ice-T et doublé en version française par Jean-Paul Pitolin.

## Biographie[1]
Ancien détective des stups, Tutuola rejoint l'unité spéciale pour les victimes dans l'épisode Le bien et le mal, en remplacement de la détective Monique Jeffries, et devient le nouveau partenaire de John Munch.
Lorsqu'il était chez les stups, il travaillait régulièrement en sous-marin en passant des semaines, voire des mois, sous différentes identités. C'est depuis le jour où son partenaire chez les stups a pris une balle qui lui était destinée que Tutuola décide de quitter cette brigade afin de rejoindre l'unité spéciale pour les victimes.
Dès son arrivée à l'unité, Fin a des relations très tendues avec ses nouveaux collègues car, contrairement à eux, il a vu le monde en noir et blanc. En effet, il a toujours pensé que les criminels devaient être arrêtés et emprisonnés sans qu'aucune circonstance atténuante ne soit prise en compte.
Fin est en réalité quelqu'un de très réservé, car il ne parle jamais de ses sentiments ni de ses problèmes personnels avec ses collègues, et n'a jamais avoué que son travail puisse l'affecter. On apprend que sa mère a été tuée par une balle perdue dans un règlement de comptes entre trafiquants de drogue lorsqu'il avait huit ans. Il l'a regardée agoniser dans ses bras. Après un an de collaboration avec son nouveau partenaire, Fin décide de se confier à Munch sur la mort de son ancien partenaire et sur son étrange relation qu'il entretient avec son fils Ken.
Tutuola est également connu pour approcher facilement les victimes et les suspects, surtout s'ils sont issus de la communauté afro-américaine. Lorsque ces derniers refusent de parler aux autres inspecteurs, ils acceptent néanmoins de se confier à lui, et Fin se met facilement à la place de ceux qui vivent dans des quartiers pauvres ou violents, car il en est lui-même issu.
En tant qu'inspecteur, il est très méticuleux. Il fait particulièrement attention aux détails qui peuvent avoir échappé à ses collègues, ce qui permet de résoudre certaines affaires. Il a été décoré de la Croix du Combat, récompense offerte aux détectives ayant survécu à une fusillade car en 2004, Tutuola a été gravement blessé alors qu'il essayait de stopper un hold-up dans un petit magasin. Après sa sortie de l'hôpital et ne s'étant pas beaucoup reposé, il reprend tout de suite le travail afin de retrouver une victime de kidnapping et démasquer un laboratoire de méthadone.
4 ans après son arrivée au sein de l'unité, Fin a réussi à respecter ainsi que faire confiance à ses collègues, même s'ils ne sont pas toujours d'accord avec lui sur la manière de résoudre une affaire. Sa relation avec Munch est passée de glaciale à chaleureuse et complice. Lorsque son partenaire se fait tirer dessus par un extrémiste blanc lors d'un jugement, Fin lui fait la surprise de lui apporter un milk-shake à l'hôpital.
Alors qu'il essayait de résoudre une affaire où les victimes de meurtres étaient atteintes du SIDA, Fin eut une fois de plus recours à l'aide de son fils Ken. En effet, son fils étant étudiant en informatique, les a aidés à localiser le hacker qui a eu accès frauduleusement aux listes des patients atteints du SIDA. Tutuola apprend par la même occasion que son fils est homosexuel.
Leur relation fut une nouvelle fois testée dans l'épisode Venin familial lorsque Ken fut arrêté par des policiers en uniforme le surprenant en train de creuser un trou dans la rue et contacte Olivia Benson au lieu de son père afin de l'informer qu'il recherchait le cadavre d'une femme morte. L'enquête qui tournait autour de Ken prend un nouveau tournant à la suite d'un test ADN : en effet, le cousin de Ken, Darius Park (interprété par le rappeur Ludacris), est non seulement le meurtrier de la femme mais aussi le demi-frère abandonné par sa mère. L'épisode se termine sur la menace de Darius de révéler les secrets de famille au sein de la cour de justice. Dans l'épisode Les corrompus, Darius Parker est de nouveau jugé pour les meurtres de Nina Stansfield et son fils. Bien que les preuves contre lui l'accablent, grâce à son avocat qui a pu obtenir des informations personnelles sur Stabler, Benson et Tutuola, et bien que sa mère ait d'abord refusé de témoigner puis ayant changé d'avis en racontant son viol subi par son père il y a 25 ans, Darius Parker n'est pas reconnu coupable des chefs d'accusation.
À la suite de l'enquête où son ex-coéquipier Lake abat des policiers ripoux violeurs, il se brouille sérieusement avec Elliot car ce dernier a demandé aux services techniques de mettre le téléphone de Fin sur écoute. A la fin de l'épisode, Elliot lui présente ses excuses mais Fin répond sèchement qu'il ne pourra plus lui faire confiance. On apprend que Fin a demandé sa mutation.
Au cours de la saison 13, après le départ d'Elliot Stabler, démissionnaire, Odafin prend Nick Amaro sous son aile et le forme sur le terrain. Il fera ensuite équipe avec Amanda Rollins et devient très protecteur envers elle, étant au courant que cette dernière est une accro aux jeux et fait tout pour en guérir. Dans l'épisode À mauvaise école, Ken vient lui rendre visite en larmes, et apprend que son petit ami, Alessandro, a été battu et sodomisé par un gang. Mais à l'hôpital, il apprend, par John Munch, que Ken et Alessandro sont fiancés et qu'ils vont bientôt se marier. Faire la rencontre de son futur gendre, que Fin trouve d'ailleurs sympa, a permis à ce dernier de se rapprocher davantage de son fils. Fin revoit Ken dans l'épisode Abus de surveillance, qui lui annonce qu'Alessandro et lui vont avoir un enfant par le biais d'une mère porteuse.
Son numéro de matricule est le 43198.